# Александров, Николай Михайлович
Никола́й Миха́йлович Алекса́ндров (23 марта 1906, дер. Маслогостицы, Псковская губерния — 20 апреля 1964, Киев) — советский военный деятель, генерал-полковник.

## Биография
Родился 1 января 1906 года в дер. Маслогостицы в крестьянской семье. Русский. Член ВКП(б) с 1926 года. До 1932 года был на партийной, комсомольской, советской работе.
С 1932 года в Рабоче-крестьянской Красной армии. С 1937 года — слушатель Военно-политической академии имени В. И. Ленина. Затем служил военным комиссаром (31.10.1940 — 9.10.1942), заместителем командира по политической части (9.10.1942 — 24.12.1942) 105-й стрелковой дивизии, начальником политотдела 37-й (19.6.1943 — 20.7.1943), 56-й (20.7.1943 — 30.11.1943), 63-й (15.12.1943 — 18.2.1944) и 50-й армий (3.3.1944 — 9.5.1945).
С 1946 года — начальник Политуправления Бакинского военного округа.
В августе 1949 — июле 1950 — член Военного Совета — заместитель командующего войсками Северо-Кавказского военного округа по политической части.
В 1950-1957 годах — член Военного совета Киевского военного округа, с 1958 по 1962 год — член Военного совета — начальник Политуправления Киевского военного округа.
В 1962-1964 годах — член Военного совета — начальник Политуправления Южной группы войск.
Одновременно с 1952 по 1964 год был членом ЦК Коммунистической партии Украины; избирался делегатом XIX (1952), XX (1956) и XXI съездов КПСС (1959). Депутат (от Сталинской области) Совета Союза Верховного Совета СССР 4-го (1954—1958) и 5-го (1958—1962) созывов.
Умер 20 апреля 1964 года. Похоронен в Киеве на Байковом кладбище.

## Воинские звания
- Бригадный комиссар (19.09.1940)[3]
- Полковник (декабрь 1942)
- Генерал-майор (19.09.1944)[3][13][14]
- Генерал-лейтенант (31.05.1954)[3][14]
- Генерал-полковник (27.04.1962)[3][14]

## Награды
- 4 ордена Красного Знамени (9.10.1943[15], 10.4.1945[16], 29.5.1945[17], 13.06.1952)
- Орден Красной Звезды (05.06.1946)
- Медаль «За боевые заслуги» (3.11.1944)[16]
- Медаль «За оборону Кавказа»[16]
- Медаль «За победу над Германией в Великой Отечественной войне 1941—1945 гг.»
- Медаль «За взятие Кенигсберга»
- Юбилейная медаль «30 лет Советской Армии и Флота»
- Юбилейная медаль «40 лет Вооруженных Сил СССР»